# Lumière noire
Pour les articles homonymes, voir Lumière noire (homonymie).

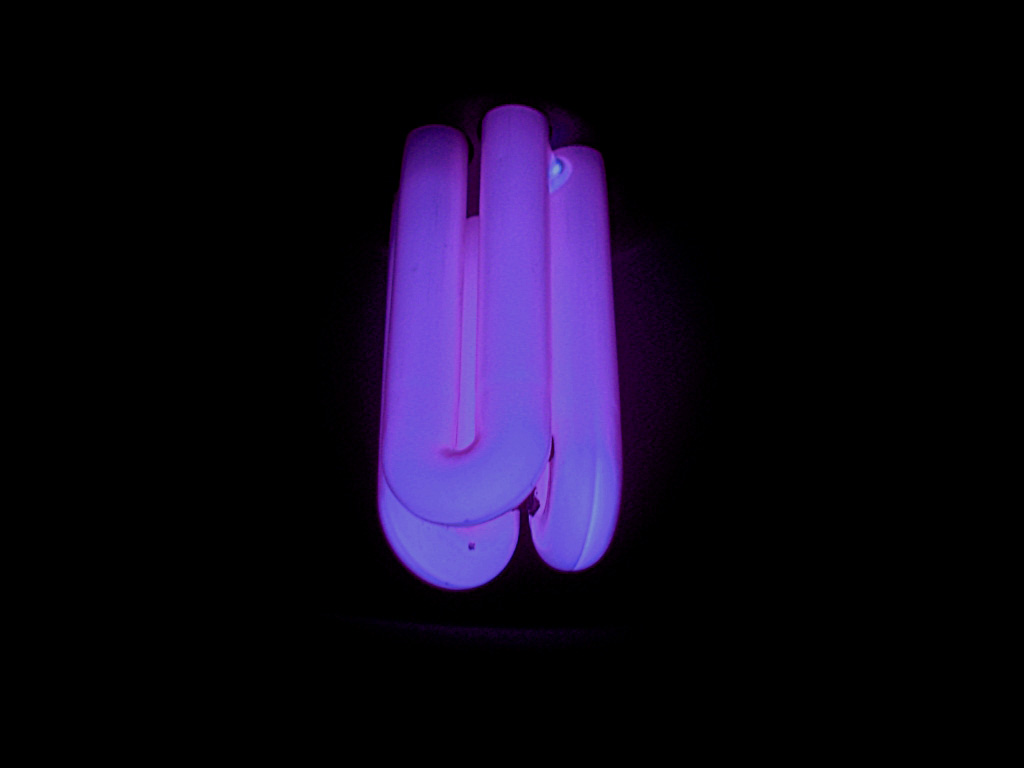
Ampoule émettant de la lumière noire (la lumière tire plus sur le violet ou le bleu violacé pour l'œil humain).

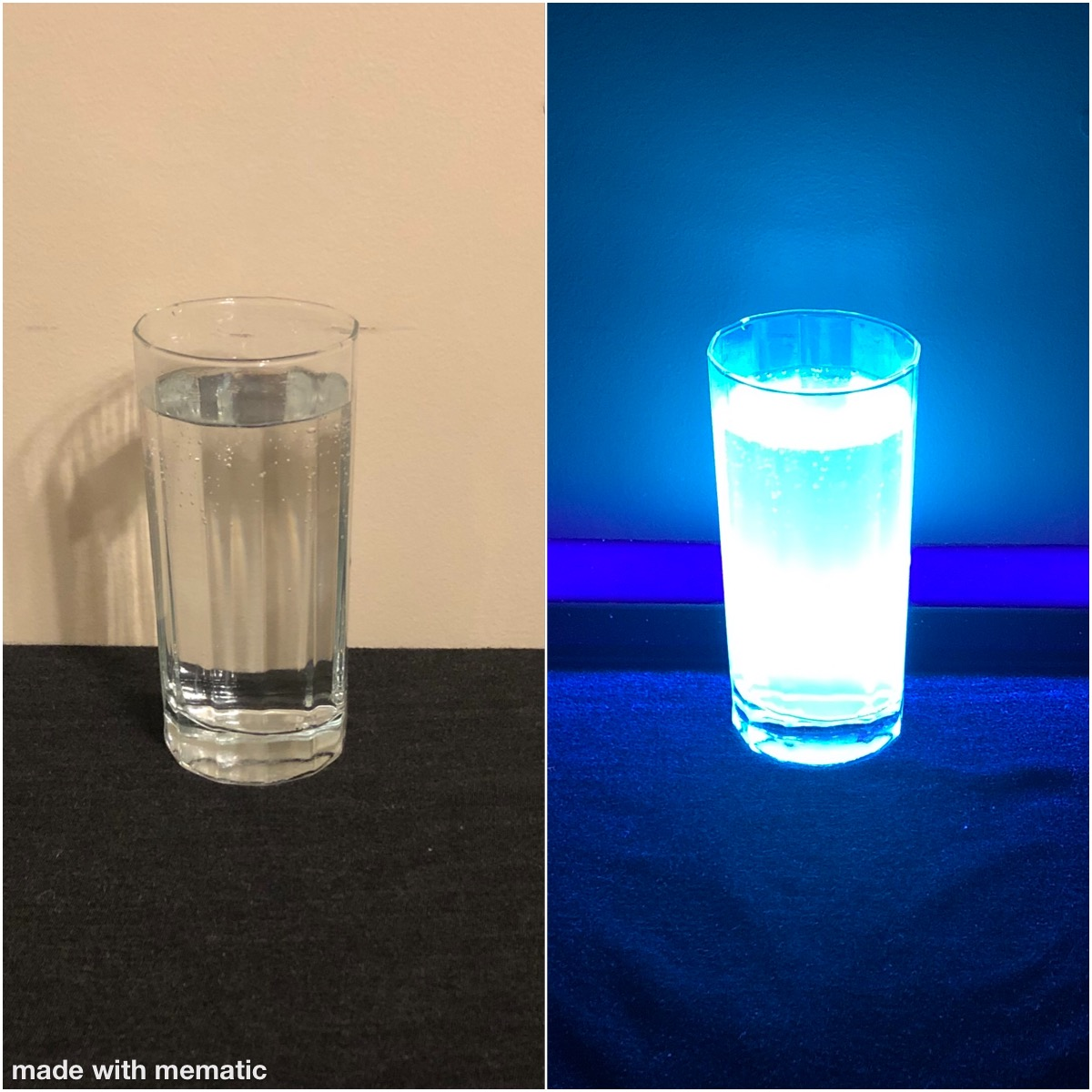
Deux verres contenant de l'eau tonique : à droite sous de la lumière noire, la quinine absorbe le rayonnement UV et le restitue à une fréquence différente, émettant de la fluorescence dans le bleu.

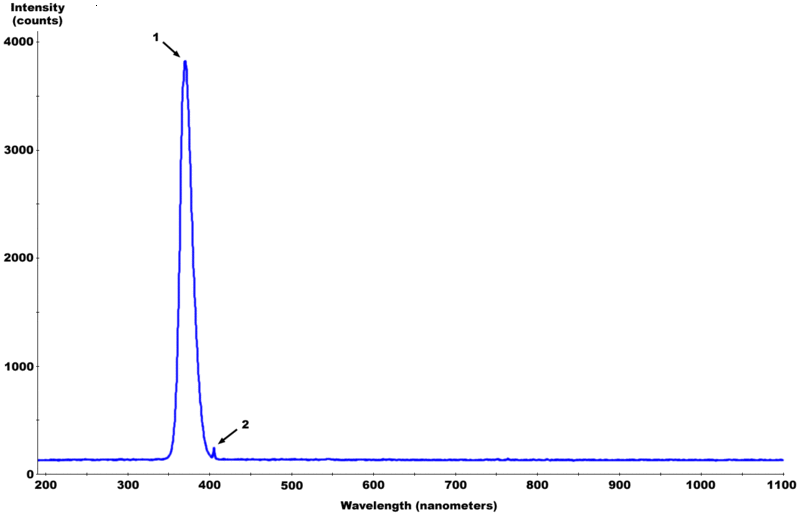
Spectre électromagnétique.

La lumière noire ou lumière de Wood (du nom de l'inventeur Robert William Wood) est une lumière composée de violet (avec un léger pic autour de 405 nm de longueur d’onde mais peu éclairant) et de proche ultraviolet (principale composante autour de 375 nm) dans une bande spectrale quasi continue.
Cette lumière est absorbée et réémise sous forme de lumière visible par les substances fluorescentes, qu'elles soient artificielles ou naturelles (coraux, par exemple).
Les ampoules utilisées sont des lampes à vapeur de mercure constituées d'un revêtement particulier : le verre de Wood. Ce verre possède la particularité d'être riche en oxydes de nickel et en oxydes de fer, ne laissant passer en grande majorité que les UltraViolet A (400–315 nm).

La lumière noire est souvent utilisée pour créer des effets esthétiques dans des soirées, faisant ressortir les blancs des tissus synthétiques.
Les détecteurs de faux billets de banque utilisent une petite lampe produisant de la lumière noire. La lumière noire met en luminescence les fibres synthétiques. Or le papier des vrais billets ne contient pas de fibres synthétiques, il est fait essentiellement de cellulose, de coton et de fines fibres de papier de chromatogramme et ne doit normalement pas réagir à la lumière noire. En revanche certains billets comme les euros portent également des impressions en encre invisible à la lumière naturelle qui deviennent visibles à la lumière noire.
La lumière noire est souvent utilisée dans différentes méthodes de test (magnétoscopie, contrôle par ressuage,...) en association avec différents produits réactifs, afin de faire ressortir des indications (défauts dans le métal, par exemple).

## Applications médicales
Elles sont nombreuses :
- en chimie analytique, comme système de révélation en chromatographie sur couche mince ;
- en ophtalmologie ;
- en dermatologie, la plus courante étant la caractérisation de l'herpès circiné ;
- en médecine légale, la fluorescence des taches de sperme exposées à la lumière de Wood est connue et utilisée depuis longtemps et a même donné lieu à l'apparition de « kits de diagnostic » destinés aux particuliers ;
- en toxicologie aux urgences : l'intoxication par l'éthylène glycol (l'ingestion de liquide antigel étant due à un désir de suicide ou à une escroquerie au vin falsifié) s'accompagne de l'élimination urinaire de la fluoresceine ajoutée par le fabricant comme marqueur, et donc de fluorescence des urines exposées à la lumière de Wood. Le délai du diagnostic de l'intoxication est alors raccourci[3].

## Art et divertissement

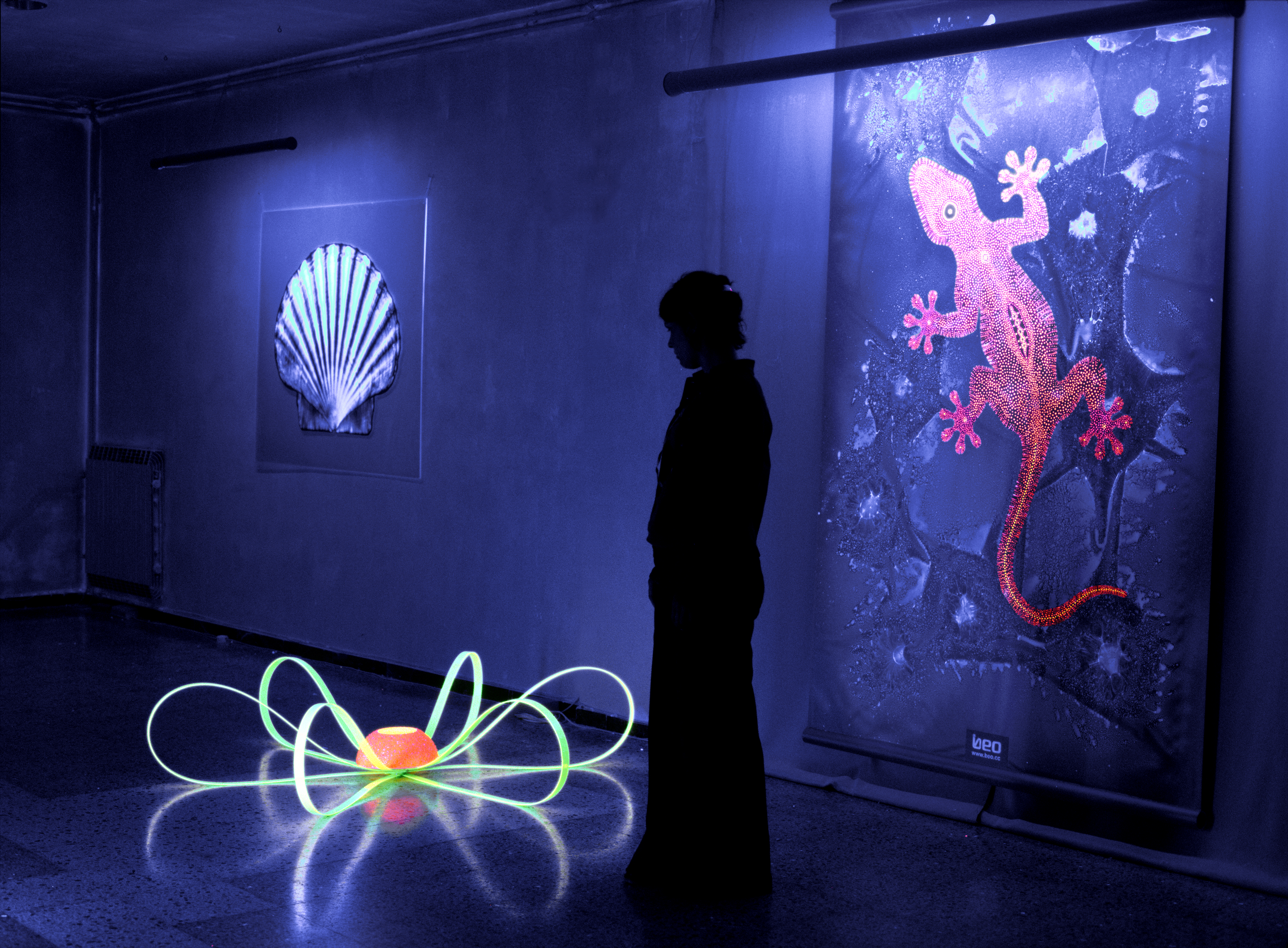
Beaux-arts : lumière noire et substances fluorescentes.

En dehors des applications scientifiques et médico-légales, la lumière noire est aussi fréquemment utilisée pour créer une ambiance lumineuse, à des fins ludiques ou de divertissement dans les spectacles de son et lumière, en boîte de nuit, dans les défilés de mode, etc.
Dans les arts plastiques, Lucio Fontana a utilisé la lumière noire en 1949, dans une œuvre intitulée Ambiente spaziale a luce nera (environnement spatial à lumière noire) présentée à la Galleria del Naviglio à Milan. Le fondateur du spatialisme déclarait alors « L'important était de ne pas faire une exposition de tableaux et de sculpture et d'être dans le vif de la polémique spatiale ».

## Précautions d’usage
L'exposition répétée à de fortes doses d'UV est également nocive pour la peau.
Pour en limiter les effets nocifs, la surface des lampes est recouverte de fibres partiellement absorbantes qui réémettent une partie de cette puissance sous forme de lumière violette visible et de chaleur. Cependant cette absorption diminue avec le temps lorsque les efforts de dilatation de l’ampoule finissent par craqueler ce revêtement de surface, laissant passer davantage d’ultraviolets et moins de lumière visible. L’effet de luminescence produit reste efficace.
L’usage prolongé de ces ampoules pourrait devenir nocif, s’il ne se déposait pas en même temps des dépôts métalliques (issus des électrodes émettrices du courant d’électrons dans le gaz de l’ampoule) qui obscurcissent l’ampoule et comblent les fissures du revêtement synthétique interne. Quand cette couche métallique devient régulière en s'épaississant, elle crée un court-circuit et fait « claquer » l’ampoule. En s'échauffant les électrodes augmentent la pression interne, ce qui fissure le ciment étanche à l’embase de l’ampoule. Ainsi les gaz contenus s’échappent puis l’air pénètre et ces électrodes s'évaporent rapidement. Il peut alors arriver que l’ampoule se brise sous l'échauffement brutal. Mais ce cas est rare et ne survient qu’au cas où le ciment est trop solide et reste étanche (dans ce cas, le court-circuit pourrait faire disjoncter certaines protections électriques).